# 佈彥
佈彥（1805年—？），榜名佈彥泰，字子交，一字泰如，号宗泗，漢姓劉氏，京口驻防蒙古镶红旗人。道光庚子进士。

## 生平
分发直隶，历署新乐、鉅鹿、南宫、朝阳、武强、清河、三河等县知县，題补通州知州。以事被弹劾，由都察院笔帖式擢左赞善，降补户部云南司主事。

## 著作
- 《听秋阁偶钞》四卷。[3]